# Seevur
Seevur là một thị trấn thống kê (census town) của quận Vellore thuộc bang Tamil Nadu, Ấn Độ.

## Nhân khẩu
Theo điều tra dân số năm 2001 của Ấn Độ, Seevur có dân số 8645 người. Phái nam chiếm 50% tổng số dân và phái nữ chiếm 50%. Seevur có tỷ lệ 52% biết đọc biết viết, thấp hơn tỷ lệ trung bình toàn quốc là 59,5%: tỷ lệ cho phái nam là 62%, và tỷ lệ cho phái nữ là 42%. Tại Seevur, 14% dân số nhỏ hơn 6 tuổi.